# O Guayba

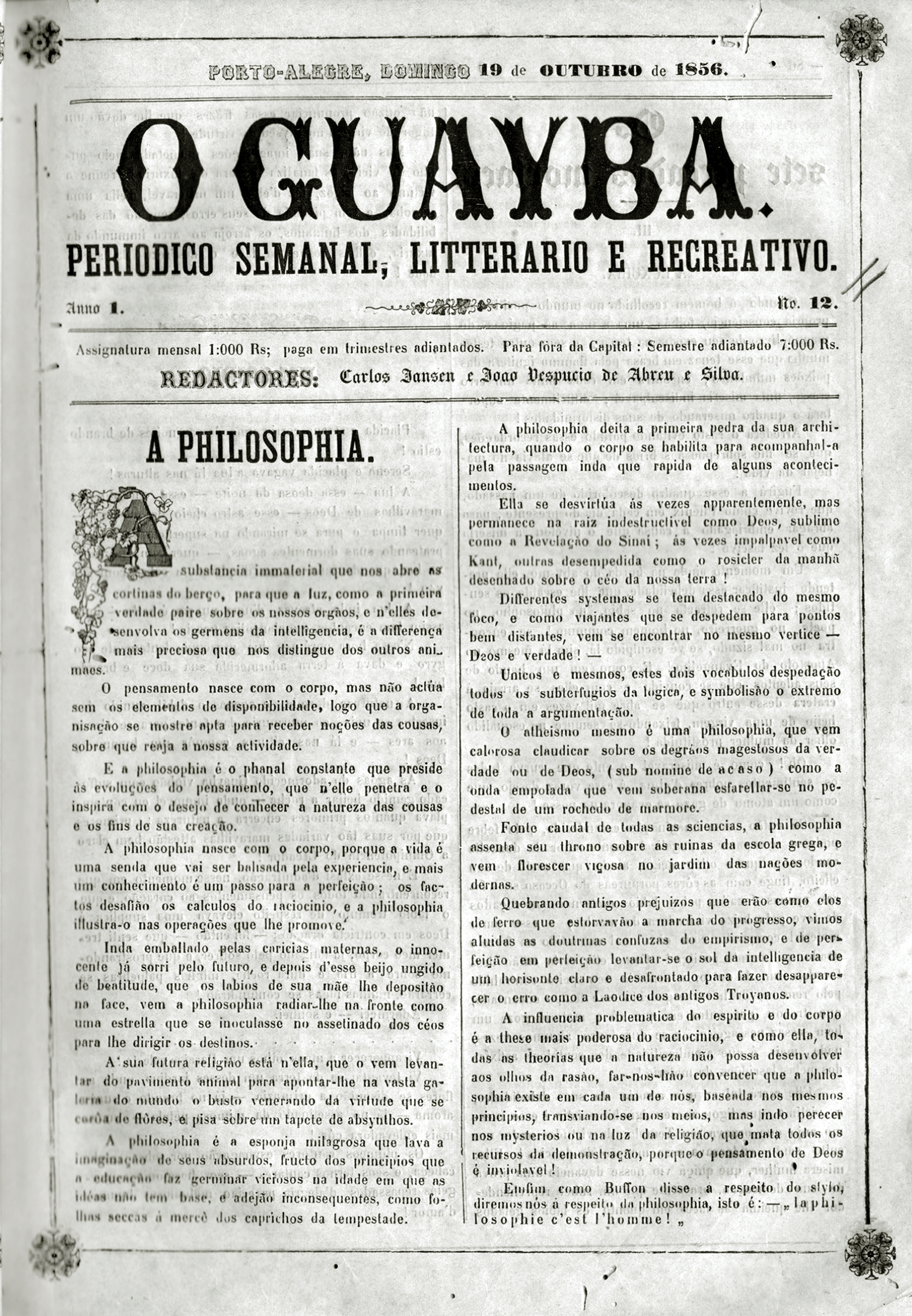
Edição nº 12 de O Guayba.

O Guayba foi um jornal literário brasileiro que circulou em Porto Alegre, entre 3 de agosto de 1856 a 26 de dezembro de 1858, com uma interrupção em abril de 1858, com um total de cento e vinte números.
Foi a primeiro jornal dedicado à literatura no Rio Grande do Sul, propriedade de Félix da Cunha, sendo seu principal editor o alemão Carlos Jansen, que exerceu esta função durante todo o período de circulação. Teve a colaboração, entre outros de Maria Clemência da Silveira Sampaio, primeira poetisa do Rio Grande do Sul; João Vespúcio de Abreu e Silva, Rita Barém de Melo e Pedro Antônio de Miranda.
Era impresso na Tipografia Brasileira-Alemã, na rua Nova, n. 48.